# Abuja
Abuja je glavno mesto Nigerije. Leta 2007 je štelo 780 000 prebivalcev. Je novozgrajeno mesto v geografskem središču države, ki je nadomestilo dotedanji obmorski Lagos na ozemlju Jorubov. Zasnovano je po načrtih japonskega arhitekta Kenza in zgledu angleškega mesta Milton Keynes. Abujo so začeli graditi leta 1981. Je sedež predsednika, parlamenta, narodne banke in ministrstev. V mestu je tudi univerza (1988). Glavno mesto je od leta 1991. Ime je dobilo po 50 kilometrov oddaljeni vasici.